# KANUKOKA
KANUKOKA (grónsky Kalaallit Nunaanni Kommunit Kattuffiat, dánsky: De Grønlandske Kommuners Landsforening, česky Země grónských obcí) bylo celostátní sdružení grónských samospráv.
Cílem organizace bylo usnadnit spolupráci mezi grónskými obcemi. Organizace dříve sídlila v Nuuku a každé čtyři roky řídila volby do obecních zastupitelstev, přičemž poslední volby se konaly v roce 2016. Až do jejího rozpuštění v roce 2018 byly členy organizace všechny obecní úřady v Grónsku. Na činnost sdružení dohlížel ministr sociálních věcí grónské vlády. V roce 2010 činil roční rozpočet sdružení 12,5 milionu dánských korun (DKK), přičemž prostředky pocházely přímo z obecních rozpočtů.

## Historie

### Snahy o založení

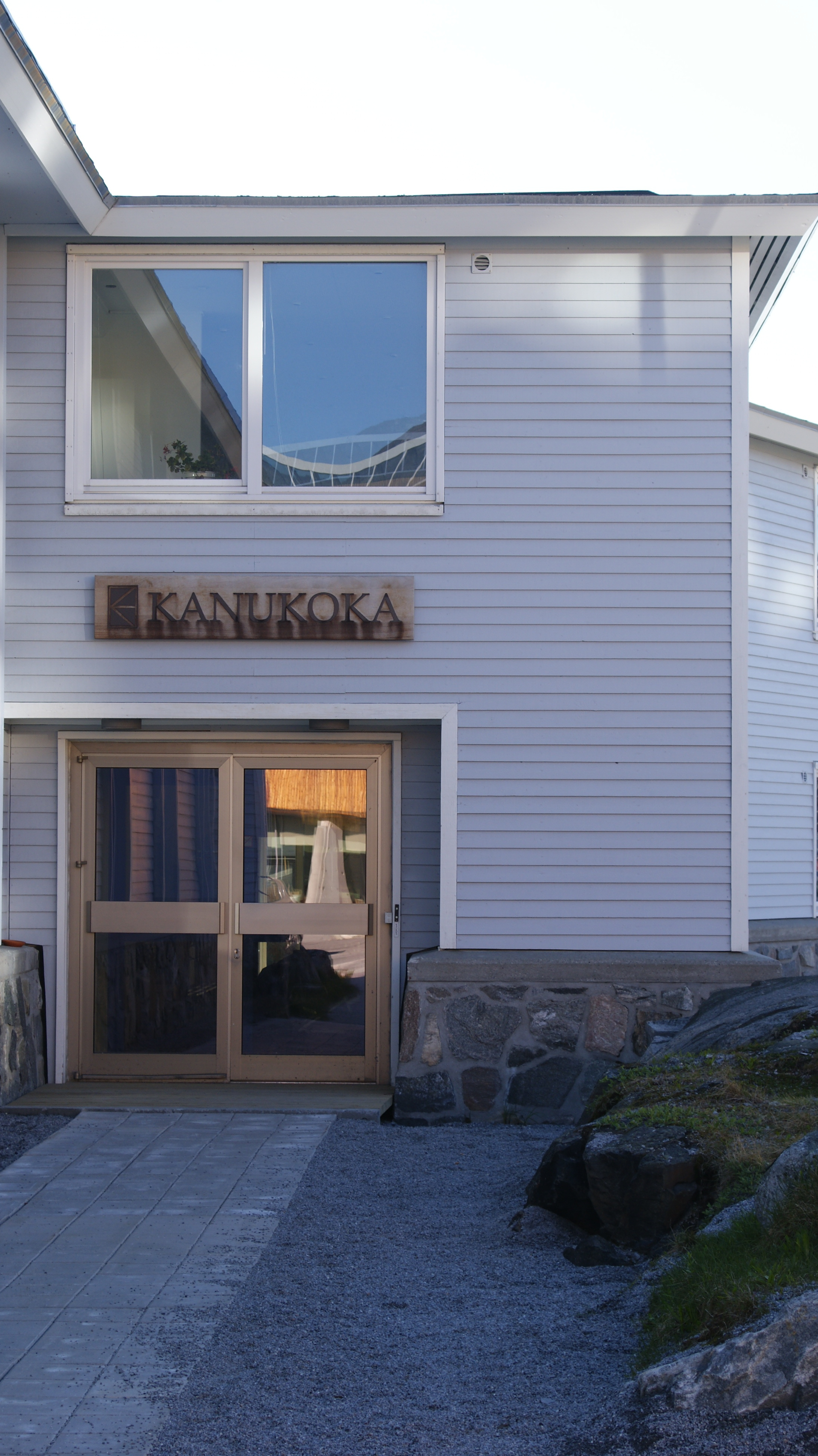
Sídlo KANUKOKA v Nuuku

Grónské obce v původní podobě vznikly v roce 1950 na základě rozhodnutí Grónské komise. Původních 16 západogrónských obcí však mělo jen malé pravomoci. Pravidelně se scházely na malých, spíše bezvýznamných konferencích. V září 1970 zřídil ministr pro Grónsko Arnold Christian Normann komisi, která měla optimalizovat rozdělení úkolů mezi dánskou vládu, grónskou zemskou radu a obce. Předseda komise Holger Hansen se vyslovil pro další pravomoci grónských obcí.
V listopadu 1970 se v Nuuku konala první velká komunální konference, která se zabývala problémem migrace v důsledku politiky G60 a hrozícího uzavření Qullissatu. Z ústavních důvodů však obecní konference neměla žádné rozhodovací pravomoci. Výbor doporučil uspořádat podobný sborový seminář jako listopadová konference, aby se zlepšila spolupráce mezi sbory, což bylo schváleno jako první pracovní akce nově zvolené provinční rady na jaře 1971.

### Založení
V lednu 1972 se v hotelu Hvide Falk v Ilulissatu konal seminář pro obce v zátoce Disko. Na setkání, kterého se zúčastnili radní z dotčených obcí a několik členů výboru a Lars Chemnitz a Moses Olsen jako zástupci okresní správní rady a Folketingu, bylo rozhodnuto, že obce by měly převzít některé významné pravomoce. Holger Hansen se domníval, že obce by mohly být v jeho výboru zastoupeny pouze tehdy, pokud by svazek obcí vyslal svého zástupce. Z tohoto důvodu navrhla Emilie Lennert, která byla v té době předsedkyní obecní rady (de facto starostkou) obce Sisimiut, založení sdružení obcí.
Emilie Lennertová uspořádala ve dnech 22. až 26. července 1972 konferenci v Højskolii Knuda Rasmussenipa v Sisimiutu. KANUKOKA zde byla nakonec založena dne 24. července 1972. Konference se zúčastnili zástupci 15 z tehdejších 18 obcí. Obce Qaanaaq a Upernavik se nemohly zúčastnit kvůli problémům s infrastrukturou a obec Ivittuut účast odmítla, protože měla pouze 75 obyvatel. Ke sdružení připojila až o dva roky později, 13. června 1974, což nakonec znamenalo, že ve sdružení byly skutečně zastoupeny všechny samosprávy.
V září 1972 předložil výbor svou předběžnou zprávu ministru pro Grónsko Knudu Hertlingovi. Na podzim roku 1973 bylo dohodnuto, že obce převezmou od roku 1976 finanční správu. Daně byly hlavním politickým jablkem sváru, neboť panovaly neshody o tom, zda má za zdanění odpovídat grónské ministerstvo, provinční rada nebo přímo samosprávy. Nakonec bylo daňové ředitelství podřízeno zemské radě, ale obce dostaly pravomoc stanovovat výši daní. V roce 1978 měly obce převzít školství a knihovnické služby a v následujícím roce dodávky elektřiny, vody a tepla.

### První léta
Na zasedání od 26. dubna do 2. května 1976 požadovala obec Nuuk větší vliv. Protože ostatní obce to odmítly, Nuuk pohrozil, že ze sdružení vystoupí. Obecní rada pak těsně odhlasovala vystoupení, které mělo vstoupit v platnost 1. ledna 1977, což znamenalo, že KANUKOKA by přišla o jednu z finančně nejsilnějších obcí. Jedním z důvodů bylo, že Grónská zemská rada a ministerstvo rozhodly, že finančně nejsilnější obce mají finančně pomáhat těm slabším, s čímž KANUKOKA nebyla celkově spokojena. V prosinci 1976 bylo odstoupení obce Nuuk o rok odloženo a nakonec zcela pozastaveno.
V roce 1978 se konala první vesnická konference, protože rozvoj grónských vesnic byl v té době v důsledku politiky G60 masivně ignorován.
Dne 9. února 1979 dostala KANUKOKA v Nuuku vlastní budovu. Předtím mělo sdružení svou administrativu v budově guvernéra Grónska.
Problémy se znovu objevily v roce 1979. Po založení grónských stran a parlamentních volbách v roce 1979 převzal Atassut všech pět míst v představenstvu KANUKOKA. Siumut požadoval dvě místa v představenstvu a čtyři obce spravované Siumutem pohrozily odstoupením. Zastupitelé za Atassut to však odmítli, načež členové Siumutu během volby představenstva opustili jednací místnost a Atassut mohl téměř jednomyslně zvolit své kandidáty do představenstva. Byla svolána mimořádná schůze, na níž Siumut zopakoval své požadavky. Mezitím osm obcí pohrozilo odchodem, což by mělo za následek faktické rozpuštění sdružení. Nakonec se Atassut musel vzdát dvou křesel.
Po komunálních volbách v roce 1983 Atassut zcela ztratil své dominantní postavení v představenstvu KANUKOKA a zbylo mu pouze jedno místo. Obec Nuuk, jejíž starosta patřil k Atassutu, opět pohrozila odchodem. Obecní rada nakonec odhlasovala vystoupení, které se mělo uskutečnit 1. ledna 1985. Premiér Jonathan Motzfeldt (Siumut) se pokusil změnit názor rady, ale nesetkal se s přízní. Jednání v listopadu 1985 vedla k tomu, že obec Nuuk odložila vystoupení na 1. ledna 1986 a nakonec se ho vzdala úplně.

### Rostoucí vliv
V polovině a na konci osmdesátých let měla KANUKOKA větší politický vliv na daňový systém a správu dávek v nezaměstnanosti, což vedlo ke sporům s vládou. V tomto období nabylo sdružení mnohem většího významu a zlepšila se také vnitřní spolupráce a finanční situace obcí.
V roce 1992 byl opět zřízen výbor, který posuzoval rozdělení úkolů, jak tomu bylo zhruba před 20 lety. Výbor se skládal z tehdejšího šéfa vlády Jonathana Motzfeldta, předsedy parlamentu Bendta Frederiksena, ministra Hanse Iversena (krátce poté ho nahradila Ane Sofie Hammeken), poslanců Knuda Sørensena, Jakoba Sivertsena a Johana Lunda Olsena, předsedy KANUKOKA Edvarda Møllera, starostů Uvdloriaĸa Løvstrøm, Laannguaqa Lynge a Torbena Emila Lynge a zástupce obcí Jense Adolfsena. Výbor vydal tři stanoviska, na jejichž základě byl 1. ledna 1995 zaveden nový obecní zákon. Ten dal obecním radám větší pravomoci. Od roku 1997 vstoupila v platnost reforma obecních voleb, v jejímž důsledku se nyní každá obec skládala pouze z jednoho volebního obvodu. Ke změnám došlo i ve všech ostatních oblastech spravovaných obcemi, například ve školství. Celkově se pravomoci obcí opět zvýšily.
V letech 1994 až 1995 byla budova sdružení rozšířena, protože kvůli zvýšeným nárokům na zaměstnance již neměla dostatečný prostor. O rok později se KANUKOKA stala členem Mezinárodní unie místních samospráv (IULA) a posílila také spolupráci s dánským a islandským sdružením místních samospráv.

### Zánik sdružení
Rok 2000 byl charakteristický plánovanou obecní reformou, v jejímž rámci mělo být 18 grónských obcí sloučeno do výrazně menšího počtu obcí. To vedlo ke konfliktu mezi vládou a společností KANUKOKA ohledně toho, jak a kdy by měla být reforma provedena. Po počátečních sporech bylo o obecní reformě rozhodnuto koncem roku 2006 a zároveň se diskutovalo o tom, zda má vůbec smysl sdružení obcí s pouhými čtyřmi budoucími obcemi.
Reforma obcí byla provedena k 1. lednu 2009. V roce 2010 se znovu začalo diskutovat o tom, zda má být KANUKOKA zrušena, a z tohoto důvodu avizovaná reforma svazku nebyla realizována ani v roce 2014.
V září 2014 odhlasoval kraj Sermersooq vystoupení z KANUKOKA, protože starostka Asii Chemnitz Narup již neviděla smysl sdružení obcí, v důsledku čehož mělo dojít k přemístění sídla sdružení, protože Nuuk již nebyl součástí území sdružení. Sermersooq opustil sdružení dne 1. ledna 2016, a diskutovalo se o myšlence rozprostření správy na více místech Grónska. Nakonec bylo dohodnuto, že novým sídlem bude Maniitsoq. V červnu 2016 předseda Palle Jerimiassen vyzval k rozpuštění KANUKOKA a následně rezignoval.
Dne 1. ledna 2018 se kraj Qaasuitsup rozdělil na Avannaata a Qeqertalik. Oba kraje však členství v KANUKOKA předem odmítly. Dne 18. prosince 2017 se KANUKOKA rozhodla sama rozpustit, což vstoupilo v platnost 31. července 2018.

## Seznam předsedů
- 1972–1979: Ado Lynge
- 1979–1983: Ulloriannguaq Kristiansen
- 1983–1989: Anders Kielsen
- 1989–2001: Edvard Møller
- 2001–2005: Jens Lars Fleischer
- 2005–2007: Lars Karl Jensen
- 2007–2008: Søren Alaufesen
- 2008–2010: Enok Sandgreen
- 2010–2015: Martha Abelsen
- 2015–2016: Palle Jerimiassen
- 2016–2018: Simon Simonsen